# Neuropsychologie
 (mai 2019).
La neuropsychologie est une branche de la psychologie clinique qui s'intéresse aux relations entre le cerveau et le fonctionnement psychologique (fonctions cognitives, comportements et émotions) au moyen d'observations et de mesures psychométriques.
Ces observations peuvent être menées auprès de sujets au fonctionnement typique (typique au sens qu'ils sont dans les normes de ce qui est considéré comme étant l'expression d'un fonctionnement normal au moment de la mesure) ou comme des patients pouvant présenter des lésions cérébrales d'origines diverses, des troubles du neuro-développement ou des troubles mentaux.

## Discipline neuroscientifique
Discipline carrefour née principalement de l'interaction entre neurologie et psychologie, la neuropsychologie profite de l'engouement actuel pour les neurosciences et est aujourd'hui en plein essor. Pourtant ce n'est pas une discipline nouvelle : ses racines plongent dans l'Égypte ancienne où Imhotep établit le lien entre cerveau et sémiologie physique, et chez certains médecins de la Grèce antique comme Alcméon de Crotone ou Érasistrate qui défendent, contre l'école hippocratique, que le cerveau est l'organe de contrôle du corps et le siège de l'âme. Toutefois, pendant les ères romaine et chrétienne, le modèle de Galien, axé sur les ventricules cérébraux, restera dominant jusqu'à ce que la connaissance de l'anatomie cérébrale se développe au XVIe siècle (Vésale) puis au XVIIe siècle (Willis, Vieussens). C'est aussi l'époque où les philosophes, notamment Descartes ou Spinoza s'intéressent à nouveau au siège des facultés intellectuelles et émotionnelles et où les anatomistes et médecins prennent peu à peu conscience du rôle déterminant du cerveau dans les activités intellectuelles. Cependant, l'une des difficultés majeures reste de comprendre comment cette masse de tissu nerveux relativement homogène peut générer la multitude des facultés de l'esprit.
Au XVIIIe siècle, se développe une vision localisationniste des fonctions cérébrales, sur des bases relativement spéculatives. L'une des premières tentatives de lier les fonctions mentales avec des aires cérébrales vient avec Gall et la phrénologie, discipline qui prétendait déterminer les traits de caractères et les capacités intellectuelles des individus en palpant les bosses du crâne. La phrénologie présentait des lacunes méthodologiques qui en limitaient fortement la valeur scientifique : elle n'a finalement abouti à aucune connaissance sur l'esprit. Son importance historique vient du fait qu'elle est la première théorie localisationniste, c'est-à-dire soutenant un lien entre des localisations cérébrales et des fonctions cognitives. Or ce localisationnisme, très longtemps débattu depuis la controverse entre Gall et Flourens, est sans doute le fondement le plus essentiel de la neuropsychologie, même s'il est aujourd'hui modéré par l'accent mis sur la notion de réseau cérébral distribué et par la plasticité cérébrale. Elle aura eu une influence importante sur les travaux expérimentaux qui constitueront les bases scientifiques et théoriques de la neuropsychologie. D'une part, les observations cliniques se font plus précises et on commence à mettre en lien les sites des lésions cérébrales avec les troubles associés. Paul Broca, neurologue français, est l'un des premiers à établir une correspondance anatomo-clinique entre le langage et une zone cérébrale précise en étudiant des patients aphasiques, c'est-à-dire devenus incapables de communiquer par la parole. L'observation majeure de Broca est que, chez ces patients, le cerveau est lésé au même endroit du lobe frontal gauche. Il en conclut que cette région (au pied de la troisième circonvolution frontale gauche), depuis dénommé aire de Broca, joue un rôle crucial dans la production langagière. Par ailleurs, sur le plan expérimental, l'apparition de nouveaux outils (comme la stimulation électrocérébrale par Fritsch et Hitzig) ou l'amélioration des techniques existantes (possibilité de réaliser des lésions chirurgicales précises chez l'animal) ont également participé au développement des connaissances sur les liens entre cerveau et fonctions cognitives.
Toutefois, parallèlement puis en réaction au localisationnisme, se développe une théorie holistique du cerveau.  Une figure majeure de ce courant de pensée est Pierre Flourens (1794-1867) qui, en physiologiste rigoureux, critique sévèrement les méthodes des phrénologistes. Or s'il parvient à identifier le rôle du cervelet dans la motricité et du bulbe rachidien dans la régulation végétative, il considère, notamment sur la base d'observations sur les oiseaux que le cerveau est un organe indifférencié qui fonctionne comme un tout dans la production de la pensée. Dans le domaine du langage, contre Broca et Wernicke, Pierre Marie soutiendra après examen des cerveaux de leurs patients que « la troisième circonvolution frontale gauche ne joue aucun rôle spécial dans la fonction du langage ». Même si les travaux pionniers des localisationnistes étaient critiquables, le raffinement des théories psychologiques, l'accumulation d'observations anatomo-cliniques et de données de neuro-imagerie ou d'exploration électrophysiologique conduisent à abandonner les versions les plus radicales du holisme tant il devient indubitable que le cerveau obéit à une certaine organisation fonctionnelle. Cela l'exclut pas que l'attitude holistique, dans le cadre du structuralisme psychologique (en) moderne (Merleau-Ponty 1945), « poursuive son effort d'interprétation des fonctions cérébrales complexes, en distinguant toutefois… l'opération intellectuelle elle-même, qui implique des processus aussi peu localisables que la mémoire ».
Parallèlement à cela, à la fin du XIXe siècle, la psychologie scientifique prend son envol et s'attache à étudier des fonctions telles que la mémoire ou la perception. Au début du XXe siècle, au carrefour de la neurologie clinique et de la psychologie expérimentale, le terme de neuropsychologie est donc introduit par William Osler.[réf. nécessaire]

## Discipline cognitiviste
Au cours de la première moitié du XXe siècle émerge l'idée que les études de cas individuels (de patients présentant une lésion cérébrale bien localisée aux conséquences bien précises sur leur comportement) ne permettent plus d'acquérir suffisamment de données sur la relation entre les aires cérébrales et les fonctions mentales. En particulier il manquerait à ce type d'observations un aspect quantitatif. Les psychologues béhavioristes, forts de leur méthodologie, fournissent un moyen d'investigation beaucoup plus fiable et plus puissant en développant un certain nombre de tests précis permettant les études de groupes. Ce développement a notamment profité de l'inflation du nombre de patients cérébro-lésés consécutive à la première guerre mondiale et de l'expansion de la psychométrie. L'étude basée sur la simple observation clinique est donc pour un temps reléguée au second plan.
Dans la seconde partie du XXe siècle, la naissance du modèle de traitement de l'information en psychologie cognitive va permettre l'ouverture de la "boîte noire" béhavioriste pour étudier les étapes, les processus et les modules de traitement de la perception et de la cognition. Ces théories trouvent leurs applications dans la neuropsychologie moderne et un retour à l'étude de cas est effectué, en restant dans une optique de standardisation des tests, permettant de quantifier les troubles et de comparer des performances pathologiques à des performances normales. La neuropsychologie cognitive s'attache donc à la compréhension des mécanismes des troubles plus qu'à leur simple description. Parmi les grandes fonctions cognitives on retrouve par exemple, la mémoire dont l'exploration a grandement bénéficié de l'étude des cas de patients amnésiques, notamment à travers les travaux de Brenda Milner sur le cas HM.
Depuis ces dernières années, sous l'impulsion de chercheurs comme Antonio Damasio, Joseph LeDoux ou, en France, Roland Jouvent, l'étude de l'émotion commence à être réellement prise en compte dans le fonctionnement neurocognitif, ainsi la neuropsychologie s'intéresse-t-elle également à l'étude des troubles émotionnels résultant d'une atteinte cérébrale. Cela conduit les chercheurs et cliniciens à s'intéresser à certains aspects du comportement jusqu'alors négligés comme les modifications du comportement sexuel ou encore les altérations du jugement moral consécutives à une lésion cérébrale. 
La prise en compte du paradigme cognitiviste dans la discipline neuropsychologie a donné lieu à un important changement de perspective, vers la fin des années 1970. La neuropsychologie cognitive s'est éloignée de la simple recherche de corrélation anatomo-cliniques, caractéristique de la neuropsychologie. Son objectif propre est la compréhension du système cognitif normal, par le biais de l'étude de ses dysfonctionnements. La position ultra-cognitiviste va parfois jusqu'à exclure de son champ de recherche les considérations anatomiques, au prétexte que "les faits concernant le cerveau ne contraignent pas la nature des systèmes de traitement de l'information" (Coltheart, 2004, cité par Manning, 2006).

## Discipline expérimentale
Comme discipline scientifique, la neuropsychologie s'attache donc à découvrir le siège cérébral des fonctions mentales telles que l'attention, la mémoire, etc., mais également à observer les relations entre ces fonctions, d'un point de vue cérébral (étude des boucles de fonctionnement, études de réseaux neuronaux) et cognitif. Il s'agit de comprendre le cerveau comme support de l'intellect et de comprendre l'intellect comme intégré au cerveau.
Comme discipline cognitive, son rôle est aussi de fournir des arguments expérimentaux aux modèles cognitivistes, et en d'autres termes, de vérifier ou de révoquer, par la pratique, des théories sur le fonctionnement mental humain et animal. Ainsi si un modèle cognitif postule l'interdépendance stricte entre deux processus mentaux A et B, mais que la neuropsychologie observe une double dissociation des troubles (processus A préservé quand processus B déficitaire, et inversement chez d'autres patients) au niveau de ces processus, une solide critique pourra être apportée au modèle puisque les données cliniques fournissent des éléments en faveur d'une indépendance des processus A et B.
La recherche en neuropsychologie permet également de développer des tests neuropsychologiques permettant d'apprécier et de quantifier un trouble cognitif après une affection cérébrale ou dans le cadre de la prise en soin des troubles mentaux.

### Moyens d'investigation
Les tests neuropsychologiques sont le premier outil des neuropsychologues, qu'ils soient cliniciens ou chercheurs. Il s'agit de mesurer, à l'aide de tests standardisés et normalisés, les capacités mnésiques, langagières, praxiques, gnosiques... d'un patient et de le comparer, éventuellement, à celles d'un sujet sain (ou d'un groupe de sujets sains).
Ses moyens d'investigations sont divers mais l'imagerie cérébrale (IRM, TEP, EEG, MEG...) constitue un outil désormais incontournable dans la recherche actuelle. De fait la neuropsychologie contemporaine s'intègre donc dans le courant des neurosciences cognitives.

### Chercheur en neuropsychologie
S'il existe un doctorat de neuropsychologie amenant à une formation de très haut niveau dans le domaine de la neuropsychologie, un doctorat en psychologie, en psychologie cognitive, en sciences cognitives ou en neurosciences peut très bien constituer un billet d'entrée dans la recherche en neuropsychologie du moment que les thèmes du futur chercheur participent à étendre les connaissances de la neuropsychologie. Il s'agit en France d'une formation de niveau dit bac + 8 et les voies d'accès sont diverses et variées. Les thèmes constituent aussi bien la recherche appliquée que la recherche fondamentale.
Compte tenu de l'imbrication profonde entre recherche et pratique dans cette discipline, beaucoup de chercheurs en neuropsychologie ont également effectué une formation clinique (voir plus bas).
Beaucoup de neuropsychologues participent également à de nombreux protocoles de recherches, la plupart du temps sur des sujets concernant la recherche appliquée, comme l'élaboration de nouveaux tests.
Enfin certains médecins neurologues et orthophonistes participent également à la recherche en neuropsychologie.

## Discipline clinique
La neuropsychologie est avant tout une discipline clinique qui s'exerce sous de multiples facettes et dans de multiples structures ou institutions. Le rôle du neuropsychologue est d'évaluer la nature et l'importance des troubles neuropsychologiques à la suite d'un dysfonctionnement cérébral, que celui-ci se soit développé au cours d'un développement par ailleurs normal (épilepsie, dyslexie...) ou qu'il survienne après une affection cérébrale (lésion, traumatisme crânien, tumeur cérébrale, infections, MST...). Son rôle est également de participer à l'élaboration du diagnostic. Il peut également assurer un suivi avec le patient voire participer à une rééducation ou à une stimulation cognitive du patient.
Le neuropsychologue exerce donc généralement en établissement public ou privé et dans une moindre mesure en cabinet libéral. Il sera amené à voir des patients souffrant de maladies neurodégénératives ou démence dégénérative (maladie d'Alzheimer, maladie de Parkinson, démence frontotemporale, paralysie supranucléaire progressive, démence à corps de Lewy, démence cortico-basale, sclérose en plaques...), ayant subi des lésions focales à la suite par exemple d'un accident vasculaire cérébral (démence vasculaire, aphasies...), ayant des troubles moins francs consécutifs à un traumatisme crânien (syndrome frontal), ayant des troubles divers et plus ou moins importants pendant et après une tumeur cérébrale (qui dépendent de la localisation et de l'étendue de la tumeur). Plus rarement, il sera amené à voir des patients ayant des maladies génétiques rares (maladie de Gaucher, gangliosidose...), des maladies métaboliques, ou encore des maladies sexuellement transmissibles comme le SIDA qui présentent un syndrome neurologique important lors des derniers stades de la maladie. Il verra également des patients souffrant de troubles psychiatriques ou psychopathologiques ressemblants fortement à des affections neurologiques ; son rôle sera alors de différencier les deux et de réorienter le patient vers un service de psychiatrie le cas échéant.
Dans un service de pédiatrie ou de neuropédiatrie, la population vue par le neuropsychologue sera composée d'enfants épileptiques, dyslexiques, dysphasiques...
Dans un service de chirurgie, le neuropsychologue devra faire passer au patient un bilan pré-chirurgical (entre autres pour déterminer la latéralisation des fonctions langagières) puis post-chirurgical pour évaluer l'impact de la chirurgie.
On pourra trouver des neuropsychologues dans les services de gériatrie, de Médecine Physique et Réadaptation, ainsi que dans certaines maisons de retraite.
Les psychologues neuropsychologues exerçant en libéral constituent une minorité. La raison première en est les honoraires élevés du neuropsychologue qui restreignent sa 'clientèle' à des patients relativement aisés (la sécurité sociale ne rembourse pas les honoraires du psychologue ni du neuropsychologue). Il existe plusieurs cliniques où neuropsychologue et neurologue ou neuropsychologue et orthophoniste proposent un travail commun pour les patients. Ces cliniques restent rares compte tenu des difficultés administratives et financières d'une telle opération. Les accueils de jour (au nombre de 5 000 en France en 2007), sont a priori plus nombreux à proposer un entraînement cognitif à leurs patients.
Enfin, certains neuropsychologues sont salariés d'entreprises pharmaceutiques et sont ainsi chargés d'apprécier les effets neurologiques et neuropsychologiques d'un médicament avant qu'il ne soit lancé sur le marché.
Dans tous les cas, le neuropsychologue ne doit pas être considéré comme un technicien dont le travail se réduit à faire passer des tests. Il doit présenter un bagage important de connaissances et de compétences sur le fonctionnement normal et pathologique du système cognitif ainsi que son organisation. Ces connaissances ainsi que de bonnes bases de psychologie générale et pathologique lui permettent d'interpréter de manière pertinente les résultats obtenus par un patient à des tests judicieusement choisis. En effet, un échec à un test peut être imputable à la perturbation de divers  sous-systèmes cognitifs, qu'il importe de connaître et de savoir distinguer. A contrario, le succès à un test insuffisamment spécifique, peut être lié à une stratégie substitutive et masquer un déficit réel [réf. nécessaire].

### Moyens d'investigation et de remédiation
La démarche d'investigation utilisée par le neuropsychologue est la méthode hypothético-déductive.
Les tests neuropsychologiques constituent le premier moyen d'investigation du neuropsychologue. Une impressionnante quantité de tests existe pour permettre l'évaluation neuropsychologique chez un patient. Ces tests visent à explorer les capacités cognitives d'un individu de la manière la plus large et la plus précise qui soit, ceci afin d'identifier précisément son état pathologique ou non. Ainsi, l'objectif des tests standardisés est d'évaluer la nature et le niveau des difficultés et des ressources du patient.
L'observation clinique est également au centre de l'investigation. Le neuropsychologue est un clinicien, il ne se contente pas d'analyser les résultats du patient à ses tests mais peut juger le comportement de ce dernier, en étant apte à apprécier une sémiologie plus ou moins flagrante lors de l'entretien neuropsychologique.
Le discours des proches, de la famille notamment, permet de dater plus précisément l'apparition des troubles et de juger de manière plus objective de l'impact de ceux-ci dans la vie quotidienne du patient.
L'imagerie cérébrale permet d'orienter ou de confirmer les hypothèses neuropsychologiques en localisant le siège d'une tumeur, d'une lésion, d'une neurodégénérescence (IRM), d'une anomalie du débit sanguin cérébral (IRMf, ou du métabolisme cérébral TEP), en confirmant une hypothèse épileptique (EEG, MEG)...
Prolongeant l'investigation et la pose du diagnostic, le neuropsychologue est au centre des procédures de réhabilitation (ou remédiation) basées sur l'entraînement cognitif. Divers programmes d'entraînement cognitif ciblant des maladies neurodégénératives (maladie d'Alzheimer notamment) sont en cours d'évaluation « clinique ». Certaines évaluations sont d'ores et déjà disponibles pour le vieillissement normal.
Les objectifs des procédures de réhabilitation sont ceux d'améliorer l'autonomie du patient et de faciliter sa réinsertion sociale et/ou professionnelle.

### Formation en neuropsychologie
En France, le titre de neuropsychologue n'est pas encore reconnu en tant que tel. Le neuropsychologue est avant tout un psychologue spécialisé en neuropsychologie. Il accède à ce titre par un cursus Licence - Master en Psychologie. Les années de licences comportent un apprentissage théorique comprenant les différents domaines de la psychologie (psychologie clinique et psychopathologie, psychologie cognitive, psychologie du développement, psychologie expérimentale, psychologie générale, psychologie sociale, statistiques, psychophysiologie, neurosciences, neuropsychologie). C'est en Master que se fait la spécialisation en neuropsychologie. Le titre est conditionné par la réussite au Master ainsi que la validation d'un stage professionnel d'une durée minimale de 500 heures et réalisée auprès d'un professionnel confirmé.
En France, le neuropsychologue est un cadre supérieur dans la Fonction Publique Hospitalière, cadre A, au même titre qu'un médecin, mais ses conditions de salaire restent en dessous de sa 'valeur' puisque le statut du neuropsychologue est encore très flou : une reconnaissance du statut de neuropsychologue (et une amélioration du statut du psychologue) serait nécessaire à une revalorisation du salaire et à davantage de précision sur la place hiérarchique du psychologue à l'hôpital.
Depuis une vingtaine d'années, certaines facultés proposent des DU (diplômes d'université) de neuropsychologie ou de neuroscience cognitive pour les médecins, ou pour certains paramédicaux ayant une expérience clinique dans le domaine, toutefois cela ne leur donne pas le titre de psychologue.
Aux États-Unis et au Canada, le titre de neuropsychologue est accessible après une formation de type doctorat (PhD ou D.Psy.) incluant un temps d'internat professionnalisant. La profession y est de ce fait plus valorisée qu'en Europe.
Dans la province de Québec, le psychologue est habilité à évaluer les troubles neuropsychologiques lorsqu'une attestation de formation lui est délivrée par l'Ordre des psychologues du Québec. Seuls les détenteurs de l'attestation peuvent s'identifier comme neuropsychologues.

## Personnalités scientifiques de la neuropsychologie
- Jean-Baptiste Bouillaud
- Paul Broca
- Suzanne Corkin
- Antonio Damasio
- Marc Dax
- Michael Gazzaniga
- Norman Geschwind
- Marc Jeannerod
- Sergueï Korsakov
- Alexandre Louria
- Brenda Milner
- Vilayanur S. Ramachandran
- Elizabeth Warrington
- Carl Wernicke
- Maryse Lassonde
- Hermann Ebbinghaus
- Henri Hecaen
- Belattoui riad